# مكتبات هامبورغ العامة

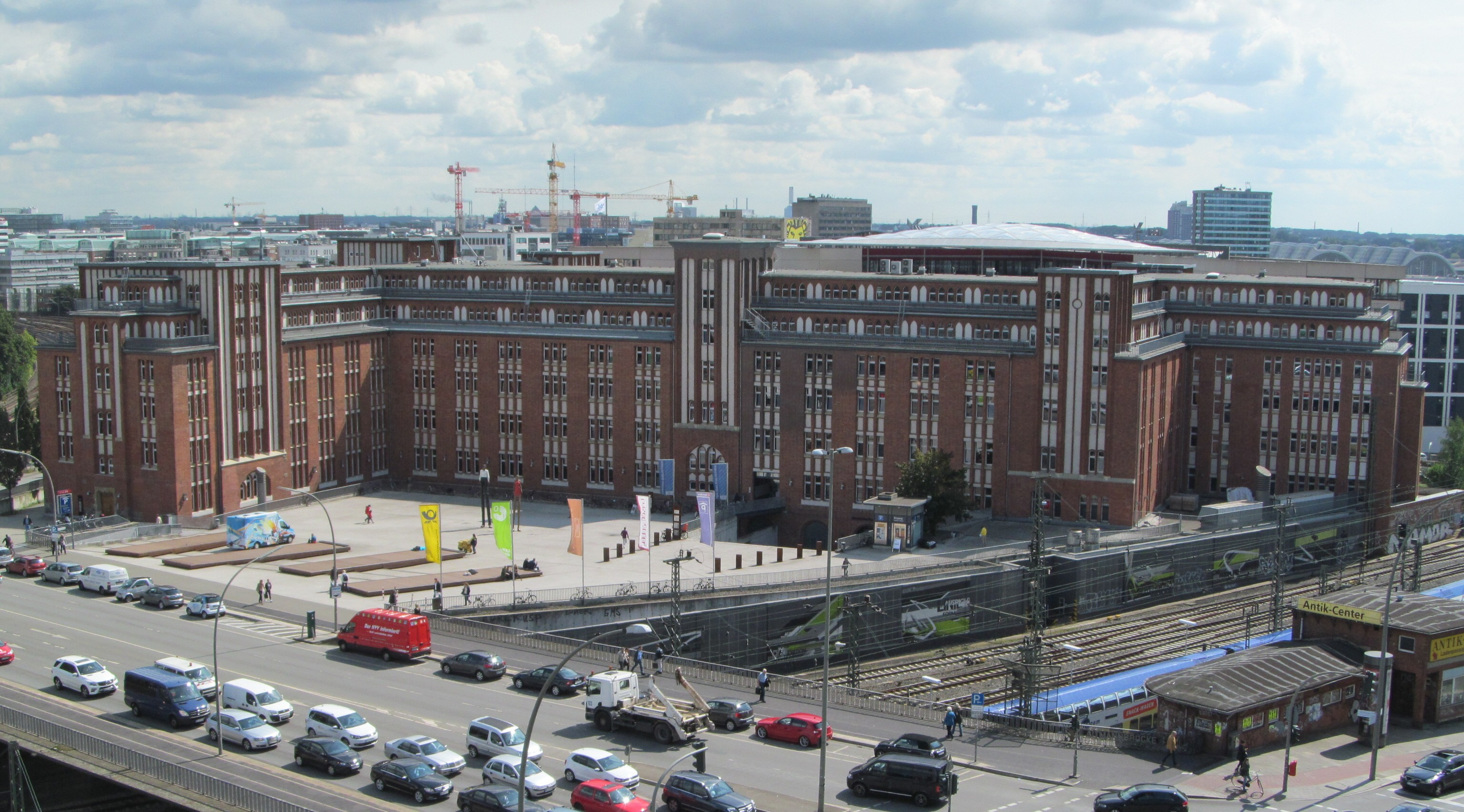
المكتبة المركزية في مكتب البريد السابق للسكك الحديدية في هونربوستن (2014)

تأسست مكتبات هامبورغ العامة رسميا في نهايات عام 1899. تحتوي المكتبات مجملا على مجموعة هائلة من المقتنيات كالكتب، الأقراص المدمجة والأشرطة السمعية بعدد كلي يفوق 1.7 مليون مقتنية. عدد زوار المكتبات الاجمالي يصل الى أكثر من 3.7 مليون سنويًا، وتعير المكتبات حوالي 12 مليون مقتنية سنويًا. تعد مكتبات هامبورغ العامة من اهم المؤسسات الثقافية في هامبورغ وتضم رسميا أكبر عدد من الزوار في ولاية هامبورغ.

## حول المكتبات
تضم مكتبات هامبورغ العامة مكتبة مركزية والتي تحتوي على مكتبة متكاملة للأطفال والشباب، تضم مكتبات هامبورغ 32 مكتبة إقليمية، ومكتبتين متجولتين للمناطق الريفية، وست مكتبات للسجون.
توظف المكتبات ما مجموعه 420 موظفًا. بلغ إجمالي نفقات المكتبات في عام 2016 مبلغ 33.6 مليون يورو (منها 20.6 مليون يورو للموظفين و11.9 مليون يورو لنفقات التشغيل، بما في ذلك 3.6 مليون يورو للمقتنيات).
يتم إدارة المكتبات من قبل شخصين وهما مديرة المكتبات فراوك أونتيدت والمدير التجاري فيليب ليست. يتألف مجلس الادارة للمكتبات من إحدى عشر عضوًا.